# Мацудо

35°47′16″ пн. ш. 139°54′11″ сх. д. / 35.78778° пн. ш. 139.90306° сх. д.
Мацудо́ (яп. 松戸市, まつどし, МФА: [mat͡sudo ɕi̥]) — місто в Японії, в префектурі Тіба.

## Короткі відомості
Розташоване в північно-західній частині префектури, на кордоні з Токіо. Виникло на основі середньовічного постоялого містечка на Мітоському шляху та річкового порту на річці Едо. Основою економіки є харчова промисловість, комерція. Станом на 1 жовтня 2008 площа міста становила 61,33 км². Станом на 1 січня 2009 населення міста становило 481 432 осіб.

## Освіта
- Тібський університет (додатковий кампус)

## Уродженці
- Уено Сакі (* 1994) — японська футболістка.

## Міста-побратими
- Box Hill, Австралія (1971)
- Курайоші, Японія (2004)